# Soquete 5

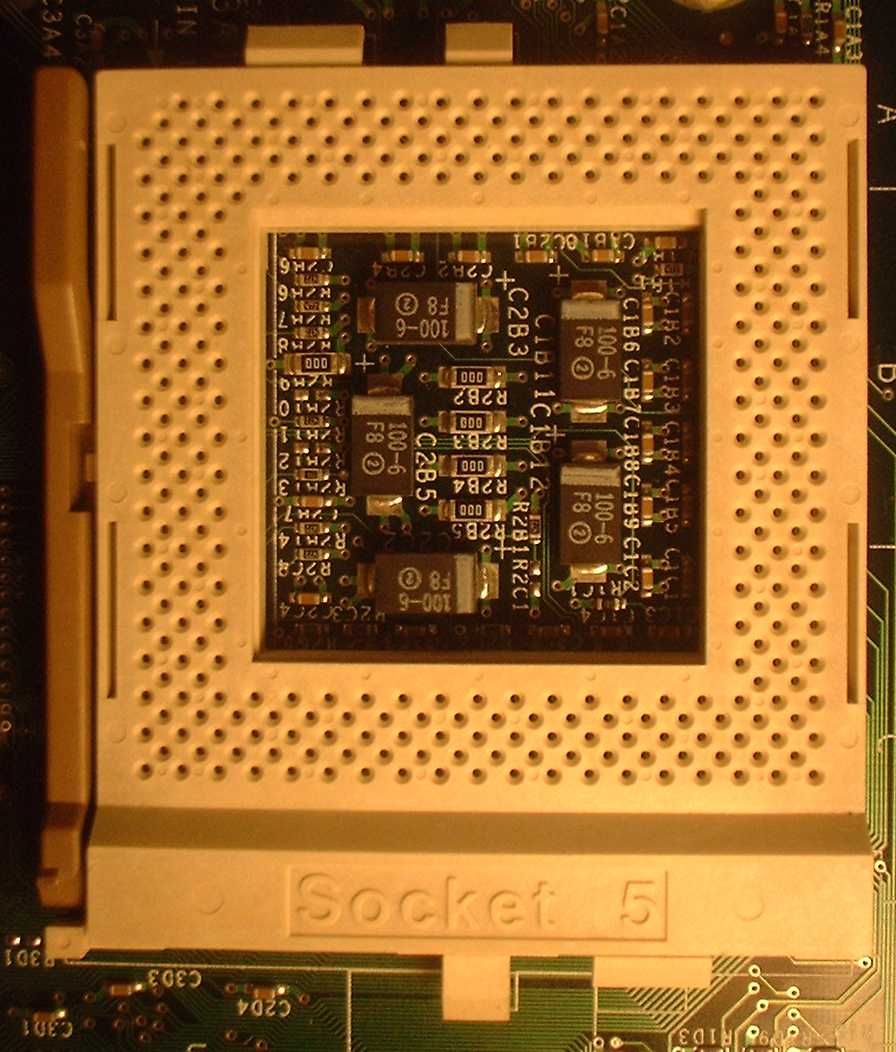
Soquete 5.

Soquete 5, lançado em março de 1994, foi desenvolvido pela Intel para a segunda geração de processadores Pentium P5, operando a 75 e 120 MHz de velocidade, bem como para processadores Pentium OverDrive e Pentium MMX. Foi o sucessor do soquete 4, possuindo uma voltagem de 3.3 V e 320 pinos. Foi também o primeiro soquete a usar o sistema Pin grid array (PGA), sendo sucedido pelo Soquete 7.